# Union County (North Carolina)
Union County ist ein County im Bundesstaat North Carolina der Vereinigten Staaten. Der Verwaltungssitz (County Seat) ist Monroe, das nach dem Präsidenten James Monroe benannt wurde.

## Geographie
Das County liegt südwestlich des geographischen Zentrums von North Carolina, grenzt im Süden an South Carolina und hat eine Fläche von 1657 Quadratkilometern, wovon 6 Quadratkilometer Wasserfläche sind. Es grenzt im Uhrzeigersinn an folgende Countys: Cabarrus County, Stanly County, Anson County und Mecklenburg County.
Union County ist in neun Townships aufgeteilt: Buford, Goose Creek, Jackson, Lanes Creek, Marshville, Monroe, New Salem, Sandy Ridge und Vance.

## Geschichte
Union County wurde am 19. Dezember 1842 aus Teilen des Anson County und des Mecklenburg County gebildet. Ob die Benennung nach der föderalen Union ("American federal union") der Vereinigten Staaten erfolgte oder eine Kompromisslösung zwischen der United States Whig Party und der Demokratischen Partei darstellte, die sich nicht auf Andrew Jackson oder Henry Clay als Namenspatron einigen konnten, ist ungeklärt.
Elf Bauwerke und Stätten des Countys sind insgesamt im National Register of Historic Places eingetragen (Stand 16. März 2018).

## Demografische Daten
Nach der Volkszählung im Jahr 2000 lebten im Union County 123.677 Menschen in 43.390 Haushalten und 34.278 Familien. Die Bevölkerungsdichte betrug 75 Einwohner pro Quadratkilometer. Ethnisch betrachtet setzte sich die Bevölkerung zusammen aus 82,83 Prozent Weißen, 12,52 Prozent Afroamerikanern, 0,38 Prozent amerikanischen Ureinwohnern, 0,58 Prozent Asiaten, 0,02 Prozent Bewohnern aus dem pazifischen Inselraum und 2,64 Prozent aus anderen ethnischen Gruppen; 1,02 Prozent stammten von zwei oder mehr Ethnien ab. 6,17 Prozent der Bevölkerung waren spanischer oder lateinamerikanischer Abstammung.
Von den 43.390 Haushalten hatten 39,5 Prozent Kinder unter 18 Jahren, die bei ihnen lebten. 65,3 Prozent davon waren verheiratete, zusammenlebende Paare, 9,8 Prozent waren allein erziehende Mütter und 21,0 Prozent waren keine Familien. 17,0 Prozent waren Singlehaushalte und in 6,1 Prozent lebten Menschen mit 65 Jahren oder älter. Die Durchschnittshaushaltsgröße betrug 2,81 und die durchschnittliche Familiengröße war 3,15 Personen.
28,1 Prozent der Bevölkerung waren unter 18 Jahre alt. 8,2 Prozent zwischen 18 und 24 Jahre, 33,2 Prozent zwischen 25 und 44 Jahre, 21,5 Prozent zwischen 45 und 64, und 9,0 Prozent waren 65 Jahre alt oder Älter. Das Durchschnittsalter betrug 34 Jahre. Auf alle weibliche Personen kamen 99,7 männliche Personen. Auf alle Frauen im Alter von 18 Jahren oder darüber kamen 97,1 Männer.
Das jährliche Durchschnittseinkommen eines Haushalts betrug 50.638 USD und das jährliche Durchschnittseinkommen einer Familie betrug 56.197 $. Männer hatten ein durchschnittliches Einkommen von 37.125 $ gegenüber den Frauen mit 26.577 $. Das Prokopfeinkommen betrug 21.978 $. 8,1 Prozent der Bevölkerung und 5,8 Prozent der Familien lebten unterhalb der Armutsgrenze. 10,6 Prozent von ihnen sind Kinder und Jugendliche unter 18 Jahre und 10,4 Prozent sind 65 Jahre oder älter.

## Wirtschaft
Anfang April 2008 eröffnete die Heilbronner Läpple AG das Tochterunternehmen LSP-Läpple Spartanburg Products in Union County. Das Werk beschäftigt ca. 130 Mitarbeiter und fertigt überwiegend Teile für den BMW X 6, welcher in Spartanburg produziert wird.